# 담사동

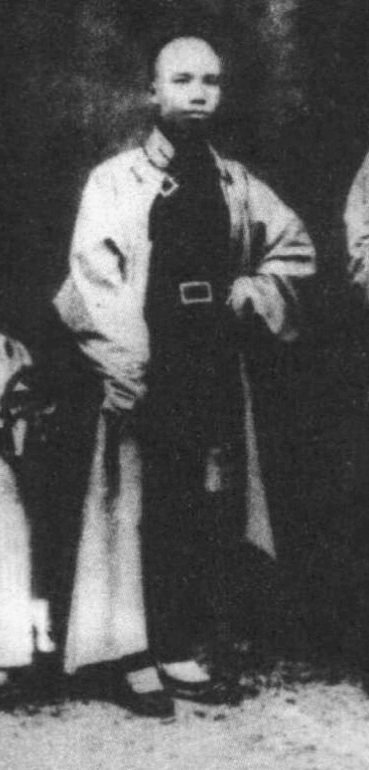
담사동

담사동(중국어: 譚嗣同, 1865년 ~ 1898년)은 청 말기의 사상가, 정치개혁가이다. 호는 장비(壯飛), 자는 복생(復生)이다.

## 생애
후난성 출신으로, 부친은 호남순무(湖南巡撫)까지 승진한 지방대관(地方大官)이었다. 그도 소년 시절부터 과거를 목표로 학문을 닦았지만, 여섯 번이나 향시(鄕試)에 실패하였다. 30세가 지났을 무렵 부친의 명으로 장쑤 후보지부(候補知府)의 관(官)을 샀으나, 관계에 반발하여 얼마 안 있다가 귀향하였다. 청년 시대에 그는 호방불기(豪放不羈)의 성향이 강하였다. 그리하여 무(武)를 좋아하였으며 회당(비밀결사)과도 교제하였는데, 25세경 왕선산의 유서(遺書)를 보고 강렬한 민족의식을 품게 되었고, 다시 청일 전쟁을 계기로 하여 통절하게 변법을 지향했다. 1896년 베이징에서 량치차오 등과 친교를 맺고 깊은 영향을 받아 캉유웨이의 학설을 알게 되었다. 또 상하이에서 영국의 선교사 존 프라이어를 방문하여 기독교에 강한 관심을 가지게 되었다. 1898년 초에 귀향하여, 이미 후난 시무학당(時務學堂)에 초빙되어온 량치차오라든가, 〈상학보〉(湘學報)의 편집을 맡고 있던 친구인 탕차이창(唐才常)과 협력하여 후난의 혁신운동을 강력히 추진하였다. 그들은 〈남학회〉(南學會)를 설립하여 호남 혁신의 거점으로 삼고, 〈상보〉(湘報)를 발행하여 혁신사상을 고취하였다. 같은 해 6월 소위 무술변법(戊戌變法)이 개시되면서, 그는 그 중심인물 중의 하나로 활약하였으나 서태후 등 보수파의 무력 탄압에 의한 정변으로 체포되어 처형되었다.

## 사상 및 저서
그는 그 주저인 《인학》(仁學) 속에서 왕부지(王夫之)의 사상, 공양학, 불교와 그밖에 기독교·서양 지식 등을 관련지어 독자적인 혁신론(變法論)을 전개하였다. 거기에는 강력한 반만의식(反滿意識)이 반영되어 있다. 그 점은 캉유웨이나 량치차오보다 한층 더 급진적이었다. 그 밖에 《동해건명씨 삼십이전구학사종(東海騫冥氏三十以前舊學四種)》 등의 저서가 있는데, 저술의 거의 전부가 채상언(蔡尙思) 등이 편집한 《담사동전집》(譚嗣同全集, 1954년 간행)에 수록되어 있다.

### 《인학》
상하 2권으로 담사동이 1896년경에 저술한 것이나 그가 죽은 뒤 친우인 량치차오에 의하여 일본에서 1899년 1월에 간행된 〈청의보(淸議報)〉 제2책(第二冊) 이하에 연재되었다. 《인학》이라는 서명은 인(仁)과 학(學)에 대해 논설한 것에서 유래한 것이다. 그가 말하는 인이란 묵자(墨子)의 겸애(兼愛), 불교의 자비(慈悲), 기독교의 사랑과 동일한 것이며, 그 본체는 바로 자연과학에서 말하는 에테르 ('以太'라고 쓴다)인 것이다. 그에 의하면 인(仁)은 에테르의 용(用)인 반면에, 에테르는 인의 체(體)라 한다. 이 ‘에테르=인’이야말로 법계(法界)·자연계·인간계의 근본 원리인 것이다. 더욱이 인의 제일의 (第一義)는 ‘통(通)’, ― 그 이상(理想)으로서 남녀통(男女通, 남녀의 평등)·상하통(上下通, 임금과 신하, 아비와아들 등의 상하관계의 타파)·중외통(中外通, 중국과 외국과의 자유통상 즉 세계주의)·인아통(人我通, 피아의 구별의 부정)의 4자(四者)가 거론된다 ― 에 있는데 그 목표는 평등이다. 따라서 통을 방해하는 ‘망라(網羅)’는 ‘충결(衝決)’되어야만 한다. 그는 망라의 구체적인 예를 명교(名敎) 즉 전통적인 윤리도덕이라 지적한다. 때문에 여기서부터 명교의 배제·부정이라고 하는 혁신 의도가 강조되는 것을 볼 수 있다. 이와 같은 《인학》의 주장은 공양학을 중핵으로 하는 유교와 화엄종을 주체로 하는 불교, 거기에다 기독교와 서양 근대과학의 지식을 상호 결합한 것으로, 전체적으로 보면 불교를 최우위에 두고 있다. 그런데도 그 주장은 강한 반만의식(反滿意識)을 깔고 있어, 이러한 점에서 캉유웨이와 량치차오 등의 개혁론보다도 한층 급진적인 것이라 평가되고 있다.

## 참고 자료
- 《글로벌 세계대백과사전》,  〈동양사상 - 동양의 사상 - 중국의 사상 - 중국근대의 사상 - 단스통〉